# Gouvernement Ahoomey-Zunu II
Pour les articles homonymes, voir Gouvernement Kwesi Ahoomey–Zunu.
Quatrième République
Ahoomey–Zunu I Sélom Klassou I
Le 27 août 2013, conformément à la tradition républicaine des lendemains d'élections législatives, le Premier ministre Arthème Ahoomey-Zunu remet la démission de son gouvernement au Président de la République Faure Gnassingbé, qui le nomme de nouveau Premier ministre. La composition du gouvernement est officialisée le 17 septembre 2013.
Arthème Ahoomey-Zunu présente la démission de son gouvernement le 27 août 2013, que le Président de la République accepte. Arthème Ahoomey-Zunu est reconduit dans ses fonctions de Premier ministre le 6 septembre 2013 et forme ainsi son deuxième gouvernement.

## Composition le 17 septembre 2013
1. Ministre de l'Économie et des Finances : Adji Otèth Ayassor
2. Ministre du Développement à la base, de l'Artisanat et de l'Emploi des jeunes : Victoire Tomégah-Dogbé
3. Ministre de la Justice et des Relations avec les institutions de la République : Koffi Esaw
4. Ministre de la Réforme de l'État et de la Modernisation de l'Administration : Eliott Ohin
5. Ministre de l'Enseignement supérieur et de la Recherche : Octave Nicoué Broohm
6. Ministre de l'Administration territoriale, de la Décentralisation et des Collectivités locales : Gilbert Bawara
7. Ministre des Mines et de l'Énergie : Dammipi Noupokou
8. Ministre de l'Action sociale, de la Promotion de la Femme et de l'Alphabétisation : Dédé Ahoéfa Ekoue
9. Ministre des Postes et de l'Économie numérique : Cina Lawson
10. Ministre de la Sécurité et de la Protection civile : Gal. Damehane Yark
11. Ministre de l'Enseignement technique, de la Formation professionnelle et de l'Industrie : Hamadou Brim Bouraïma-Diabacte
12. Ministre des Travaux publics et des Transports : Ninsao Gnofam
13. Ministre de l'Agriculture, de l'Élevage et de la Pêche : Col. Ouro Koura Agadazi
14. Ministre des Droits de l'Homme, de la Consolidation de la Démocratie, chargé de la mise en œuvre des recommandations de la CVJR : Me Yakoubou Hamadou
15. Ministre du Commerce et de la Promotion du Secteur Privé : Bernadette Essossimna Legzim-Balouki
16. Ministre de la Planification, du Développement et de l'Aménagement du Territoire : Mawussi Djossou Semodji
17. Ministre de l'Équipement rural : Bissoune Nabagou
18. Ministre de la Fonction publique : Gourdigou Kolani
19. Ministre de l'Urbanisme et de l'Habitat : Me Fiatuwo Kwadjo Sessenou
20. Ministre des Affaires étrangères et de la Coopération : Robert Dussey
21. Ministre des Enseignements primaire et secondaire : Yao Florent Badjam Maganawe
22. Ministre du Travail, de l'Emploi et de la Sécurité sociale : John Siabi Kwamé-Kouma Aglo
23. Ministre de l'Environnement et des Ressources forestières : Andre Johnson
24. Ministre de la Communication, de la Culture, des Arts et de la Formation civique : Germaine Kouméalo Anaté
25. Ministre des Sports et des Loisirs : Angèle Bansah
26. Ministre auprès de la présidence de la République, chargé de la Prospective et de l'Évaluation des politiques publiques :  Kako Kossivi Nubukpo (nommé le 11 octobre 2013)
27. Secrétaire d’Etat auprès du ministre de la Justice et des Relations avec les Institutions de la République, chargé des relations avec les Institutions de la République : Christian Eninam Trimua (nommé le 11 octobre 2013)
28. Secrétaire d'État auprès du ministre de l'Enseignement technique, de la Formation professionnelle et de l'Industrie, chargé de l’Industrie : Komi Assogba (nommé le 11 octobre 2013)
29. Ministre d'État, chargé des Affaires présidentielles : Solitoki Magnim Esso

1. - Le Ministère de la Santé est rattaché provisoirement à la Primature ;
  - Le Ministère de la Défense et des Anciens combattants est rattaché à la Présidence de la République.

## Objectif de parité
En décembre 2012, le Chef de l'État Faure Essozimna Gnassingbé a annoncé son objectif de respecter la parité homme/femme dans ses gouvernements. Bien qu'une forte évolution de la parité soit visible en 50 ans, les femmes restent encore très minoritaires, notamment dans ces hauts postes de l'État.
Lors de la nomination du deuxième gouvernement Ahoomey - Zunu, il y a six femmes ministres sur 25 ministres, soit 24 % de femmes au total.